# Temperaturanomalien im Jahr 2021
| Monat     | Global   | Europa   |
| --------- | -------- | -------- |
| Januar    | +0,24 °C | +0,1 °C  |
| Februar   | +0,06 °C | +0,2 °C  |
| März      | +0,19 °C | +0,1 °C  |
| April     | +0,19 °C | −0,9 °C  |
| Mai       | +0,26 °C | −0,46 °C |
| Juni      | +0,21 °C | +1,5 °C  |
| Juli      | +0,33 °C | +1,4 °C  |
| August    | +0,31 °C | −0,02 °C |
| September | +0,40 °C | −0,2 °C  |
| Oktober   | +0,42 °C | +0,11 °C |
| November  | +0,35 °C | +0,5 °C  |
| Dezember  | +0,32 °C | −0,21 °C |
| Jahr 2021 | +0,28 °C | +0,14 °C |

Die Temperaturanomalien im Jahr 2021 sind Abweichungen von Temperaturmittelwerten für das Jahr 2021. Dieser Artikel umfasst dabei die Anomalien der Monatsmitteltemperaturen. Als Vergleich dient die Normalperiode 1991–2020, die der aktuelle Referenzzeitraum der Weltorganisation für Meteorologie ist. Die Abweichungen werden nach Zahlen zum einen global und zum anderen ausschließlich für Europa betrachtet und beruhen auf den Angaben des Copernicus Climate Change Service. Darüber hinaus werden einige weitere regionale Temperaturanomalien über den gesamten Monat bzw. in den jeweiligen Monat fallende Hitze- und Kältewellen sowie damit zusammenhängende Wetterphänomene und Temperaturrekorde erwähnt.
Das Jahr 2021 insgesamt war das fünftwärmste seit Aufzeichnungsbeginn, knapp vor den Jahren 2015 und 2018 liegend. Die Jahrestemperatur lag global um 0,28 °C über denen der Normalperiode und in Europa um 0,14 °C. In der Schweiz lag die landesweite Mitteltemperatur 0,2 °C unter der Normalperiode (+1,1 °C gegenüber der Referenzperiode 1961–1990). Damit belegt das Jahr in der Schweiz den 21. Rang seit Messbeginn 1864, fünf Monate lagen über der Normalperiode, sieben Monate darunter.

## Januar
Der Januar war global um 0,24 °C wärmer als zur Normalperiode 1991–2020 und um 0,43 °C wärmer als zur Normalperiode 1981–2010. Innerhalb Europas fielen die Temperaturen im Norden und Westen jedoch kälter aus. Insbesondere im Süden Norwegens verlief der Januar kälter als gewöhnlich und war für das Land der kälteste Januar seit 2010 mit 3,3 °C unterhalb des Temperaturwerts der Normalperiode.  Überdurchschnittlich warm war der Januar dagegen in Osteuropa. Insgesamt unterschieden sich die Temperaturen in Europa somit nur um 0,1 °C von der Normalperiode. Der wärmste Januar in der jüngeren Vergangenheit Europas war dagegen der Januar 2020 mit Temperaturen, die um 2,6 °C über dem Wert der Normalperiode lagen. Auf der Nordhalbkugel war es im Januar 2021 neben Nord- und Westeuropa zudem in Sibirien besonders kalt und andererseits noch nördlicher in der Karasee, Barentssee und im Arktischen Ozean sowie in Grönland, Kanada und Alaska überdurchschnittlich warm. Andere überdurchschnittlich warme Regionen lagen in Nordafrika, im Mittleren Osten und im tibetischen Hochland. Über den Ozeanen waren die Lufttemperaturen über Teilen des Indischen Ozeans, im Südpazifik und östlich von Argentinien überdurchschnittlich hoch. In der Schweiz lag das landesweite Mittel 1,0 °C unter der Normalperiode 1981–2010.

## Februar
Global lagen die Temperaturen im Februar lediglich um 0,06 °C über denen der Normalperiode. Die Temperaturen in Europa waren über den Monat gesehen sehr variabel. In Deutschland schlug das Wetter besonders stark von kalt auf warm um. In Frankreich wurden an zahlreichen Wetterstationen im Februar neue Tageshöchsttemperaturen gemessen. In Norwegen war der Februar 2021 der kälteste seit 2010, doch gegen Ende des Monats wurden auch hier neue Tageshöchsttemperaturen gemessen. In Griechenland und anderen Ländern im Südosten Europas war es dagegen zu Beginn des Monats wärmer und gegen Ende kälter. Im landesweiten Mittel der Schweiz lag der Februar 3,1 °C über der Normalperiode 1981–2010, womit er zu den zehn mildesten Februarmonaten seit Messbeginn 1864 gehört.

## März
Die Temperaturen im März 2021 lagen global um 0,19 °C über dem Wert der Normalperiode, jedoch um 0,4 °C unter dem Höchstrekord für März im Jahr 2016. Innerhalb Europas variierten die Temperaturen relativ stark und unterschieden sich im Durchschnitt nur um 0,1 °C von der Normalperiode. Überdurchschnittlich warm war es in Skandinavien und Spitzbergen, während es im Südosten Europas kühler als im Referenzzeitraum der vorangehenden 30 Jahre war. Im Pazifischen Ozean schwächte sich der La Niña weiter ab. In der Schweiz lag das landesweite Mittel der Märztemperatur 0,2 °C über der Normalperiode 1981–2010.

## April
Im April lagen die Temperaturen global um 0,19 °C über der Normalperiode und in Europa um 0,9 °C darunter. Damit war der April 2021 für den Kontinent der kälteste seit 2003. Das Vereinigte Königreich verzeichnete die niedrigsten Minimumtemperaturen für den Monat April seit 1922. Darüber hinaus war es auch in Alaska, im Westen Kanadas und Teilen der USA kühler als im Vergleichszeitraum, jedoch deutlich wärmer im Osten Kanadas. Bahrain verzeichnete seinen bisher wärmsten April mit einer Durchschnittstemperatur von 27,7 °C. In der Schweiz lag das landesweite Mittel der Apriltemperatur 1 °C unter der Normalperiode 1981–2010.

## Mai
Die Temperaturen im Mai lagen um 0,26 °C über dem Vergleichszeitraum, jedoch in Europa um 0,46 °C darunter. Damit setzten sich die kühlen Temperaturen vom April auf dem Kontinent weiter fort. Deutschland verzeichnete den kältesten Mai seit 2010. Zu einer Hitzewelle kam es jedoch in Teilen Russlands.
Bahrain verzeichnete mit 33,5 °C den wärmsten Mai seit Aufzeichnungsbeginn. In der Schweiz lag das landesweite Mittel der Maitemperatur 2,3 °C unter der Normalperiode 1981–2010.

## Juni
Der Juni war global betrachtet um 0,21 °C wärmer als die Normalperiode. Zusammen mit 2018 war es der viertwärmste Junimonat nach 2016, 2019 und 2020 seit Aufzeichnungsbeginn. Für Europa handelte es sich sogar nach 2019 um den zweitwärmsten Junimonat, mit Temperaturen, die 1,5 °C über der Normalperiode lagen. Ende Juni kam es zu einer extremen Hitzewelle in Nordamerika, die zahlreiche Todesopfer forderte und zahlreiche Temperaturrekorde brach. In der Schweiz lag das landesweite Mittel der Junitemperatur 2,5 °C über der Normalperiode 1981–2010. Es war der viertwärmste Juni seit Messbeginn 1864.

## Juli
Der Juli 2021 war global gesehen um 0,33 °C wärmer als der Julidurchschnitt der Normalperiode und lag im Vergleich zu anderen Jahren an dritter Stelle nach 2019 und 2016. Für Europa lagen die Temperaturen sogar um 1,4 °C über dem Referenzzeitraum. Damit war der Juli dort der zweitwärmste nach 2010. In der ersten Juliwoche kam es zu einer Hitzewelle und Waldbränden in Südeuropa und der Türkei. Auch im Westen Russlands und in Sibirien kam es erneut zu einer Hitzewelle, die dort großflächige Wald- und Torfbrände begünstigte. In der Schweiz lag das landesweite Mittel der Julitemperatur 0,3 °C unter der Normalperiode 1981–2010.

## August
Die Temperaturen im August 2021 lagen um 0,31 °C über der Normalperiode und für Europa um 0,02 °C darunter. Zusammen mit 2017 handelte es sich global um den drittwärmsten August nach 2016 und 2019. Innerhalb Europas war es in Nord-, Mittel- und Westeuropa kühler als gewöhnlich, wohingegen die Temperaturen in Süd- bis Osteuropa wärmer ausfielen. Höhere Temperaturen herrschten vor allem auch in Sibirien und im Nordosten Kanadas und der USA. In der Schweiz lag das landesweite Mittel der Augusttemperatur 0,7 °C unter der Normalperiode 1981–2010.
Am 11. August wurde in Syrakus auf Sizilien mit 48,8 °C ein neuer Hitzerekord für Kontinentaleuropa verzeichnet.
Im Japanischen Meer kam es Ende Juli bis Mitte August zu einer marinen Hitzewelle.

## September
Die Temperaturen im September 2021 lagen global um 0,40 °C über der Normalperiode. Damit war er der zweitwärmste September nach dem September 2020, allerdings fast auf gleicher Stufe mit dem September 2016 und 2019. Die Temperaturen in Europa lagen dagegen um 0,2 °C unter der Normalperiode. Dort handelte es sich insgesamt um den kühlsten September seit 2013. Im Westen Europas war es jedoch wärmer. So verzeichnete das Vereinigte Königreich seinen zweitwärmsten September und in Frankreich wurde ein neuer nationaler Temperaturrekord für den Monat aufgestellt. In der Schweiz stieg das landesweite Mittel der Septembertemperatur 1,9 °C über die Normalperiode 1981–2010.

## Oktober
Im Oktober 2021 lagen die Temperaturen global um 0,42 °C über der Normalperiode, womit es sich um den drittwärmsten Oktobermonat nach Oktober 2015 und 2019 handelte. In Europa lagen die Temperaturen nur 0,11 °C über der Normalperiode und so niedrig wie seit 2016 nicht mehr. Bereits der August und September fielen relativ kühl aus. Überdurchschnittlich hohe Temperaturen herrschten im Osten Nordamerikas, im Norden Russlands, in Tibet und im Osten der Antarktis. Kälter war es dagegen in einem Band von Südosteuropa bis in den Westen Chinas sowie im Westen Nordamerikas, im Süden Afrikas und im Südwesten Australiens. Das landesweite Mittel in der Schweiz blieb knapp unter der Normalperiode 1981–2010.

## November
Die Lufttemperaturen im November 2021 lagen global 0,35 °C über der Normalperiode und in Europa 0,5 °C. Die Temperaturen waren in großen Teilen Afrikas, im Mittleren Osten sowie in Sibirien und der Mongolei überdurchschnittlich hoch. Wärmer war es zudem in großen Teilen Kanadas und im Westen der Vereinigten Staaten, wohingegen die Temperaturen in Alaska deutlich kälter als gewöhnlich waren. Australien erlebte den kältesten November seit 1999. Das landesweite Mittel in der Schweiz lag im Bereich der Normalperiode 1981–2010.

## Dezember
Die Temperaturen im Dezember 2021 lagen global 0,32 °C über den Werten der Normalperiode und in Europa 0,21 °C. Dort war es der kälteste Dezember seit 2012. Innerhalb gab es einen deutlichen Unterschied zwischen Nordeuropa, wo kühlere Durchschnittstemperaturen herrschten, und Südeuropa, welches überdurchschnittliche Temperaturen erlebte. Auch in Nordamerika gab es einen deutlichen Unterschied zwischen West- und Zentralkanada mit kühleren Durchschnittstemperaturen und den restlichen Vereinigten Staaten sowie Nordostkanada und Grönland mit für Dezember überdurchschnittlich hohen Temperaturen. Texas erlebte den wärmsten Dezember seit 1889. Die landesweite Dezembertemperatur in der Schweiz erreichte −0,7 °C oder 1,0 °C über der Norm 1981–2010.